# Municipal Borough of Southgate

Southgate in der früheren Grafschaft Middlesex

Der Municipal Borough of Southgate war ein Bezirk im Ballungsraum der britischen Hauptstadt London. Er existierte von 1881 bis 1965 und lag im Nordosten der ehemaligen Grafschaft Middlesex.

## Geschichte
Southgate war ursprünglich ein Ortsteil der Gemeinde Edmonton. 1879 forderten die grundsteuerpflichtigen Einwohner Southgates in einer Petition die Trennung. 1881 wurde schließlich ein separater städtischer Gesundheitsdistrikt (urban sanitary district) mit erweiterten Befugnissen im Infrastrukturbereich geschaffen; dazu gehörte auch der Ortsteil Palmers Green. 1894 rekonstituierte sich der Gesundheitsdistrikt als Urban District. Dieser wiederum erhielt 1933 den Status eines Municipal Borough.
Bei der Gründung der Verwaltungsregion Greater London im Jahr 1965 entstand aus der Fusion der Municipal Boroughs Edmonton, Enfield und Southgate der London Borough of Enfield.

## Statistik
Die Fläche betrug 3766 acres (15,24 km²). Die Volkszählungen ergaben folgende Einwohnerzahlen:
| Jahr      | 1901   | 1911   | 1921   | 1931   | 1951   | 1961   |
| Einwohner | 14.993 | 33.612 | 39.122 | 55.577 | 73.377 | 72.359 |